# Mesterholdenes Europa Cup 1956-57
Europacuppen for Mesterhold 1956-57 var den anden europacupturnering for mesterhold.
Der deltog seks klubber mere end sæsonen før, så der måtte en indledende kvalifikation til.
Danmark var igen repræsenteret ved AGF, men atter nåede de kun én runde.
Turneringen blev igen vundet af Real Madrid med finalesejr over Fiorentina på egen bane i Madrid.
Med resultaterne i 1/8-finalen skal Real dog være glad for, at udebanemål ikke var indført endnu.

## Indledende runde
| Klub 1                | Samlet | Klub 2            | 1. kamp | 2. kamp | Kommentar                    |
| --------------------- | ------ | ----------------- | ------- | ------- | ---------------------------- |
| Borussia Dortmund     | 5-5    | Spora Luxembourg  | 4-3     | 1-2     | Tredje kamp 7-0 til Dortmund |
| Dinamo Bukarest       | 4-3    | Galatasaray       | 3-1     | 1-2     | -                            |
| RSC Anderlecht        | 0-12   | Manchester United | 0-2     | 0-10    | -                            |
| Slovan UNV Bratislava | 4-2    | CWKS Warszawa     | 4-0     | 0-2     | -                            |
| AGF                   | 2-6    | Nice              | 1-1     | 1-5     | -                            |
| FC Porto              | 3-5    | Athletic Bilbao   | 1-2     | 2-3     | -                            |

## 1/8-finaler
| Klub 1                | Samlet | Klub 2               | 1. kamp | 2. kamp | Kommentar                  |
| --------------------- | ------ | -------------------- | ------- | ------- | -------------------------- |
| Manchester United     | 3-2    | Borussia Dortmund    | 3-2     | 0-0     | -                          |
| CDNA Sofia            | 10-4   | Dinamo Bukarest      | 8-1     | 2-3     | -                          |
| Glasgow Rangers       | 3-3    | Nice                 | 2-1     | 1-2     | Tredje kamp 3-1 til Nice   |
| Slovan UNV Bratislava | 1-2    | Grasshoppers         | 1-0     | 0-2     | -                          |
| Real Madrid           | 5-5    | Rapid Wien           | 4-2     | 1-3     | Tredje kamp 2-0 til Madrid |
| Rapid JC              | 3-6    | Røde Stjerne Beograd | 3-4     | 0-2     | -                          |
| Fiorentina            | 2-1    | IFK Norrköping       | 1-0     | 1-1     | -                          |
| Athletic Bilbao       | 6-5    | Honved Budapest      | 3-2     | 3-3     | -                          |

## Kvartfinaler
| Klub 1               | Samlet | Klub 2            | 1. kamp | 2. kamp | Kommentar |
| -------------------- | ------ | ----------------- | ------- | ------- | --------- |
| Athletic Bilbao      | 5-6    | Manchester United | 5-3     | 0-3     | -         |
| Fiorentina           | 5-3    | Grasshoppers      | 3-1     | 2-2     | -         |
| Real Madrid          | 6-2    | Nice              | 3-0     | 3-2     | -         |
| Røde Stjerne Beograd | 4-3    | CDNA Sofia        | 3-1     | 1-2     | -         |

## Semifinaler
| Klub 1               | Samlet | Klub 2            | 1. kamp | 2. kamp | Kommentar |
| -------------------- | ------ | ----------------- | ------- | ------- | --------- |
| Røde Stjerne Beograd | 0-1    | Fiorentina        | 0-1     | 0-0     | -         |
| Real Madrid          | 5-3    | Manchester United | 3-1     | 2-2     | -         |

## Finale
| Klub 1      | Samlet | Klub 2     | Kommentar                         |
| ----------- | ------ | ---------- | --------------------------------- |
| Real Madrid | 2-0    | Fiorentina | Alfredo di Stefano 70', Gento 76' |

## Topscoreliste
I alt 170 mål i 44 kampe. Gennemsnit 3.86 mål/kamp.
| Nr. | Navn               | Hold                 | Mål |
| --- | ------------------ | -------------------- | --- |
| 1   | Dennis Viollet     | Manchester United    | 9   |
| 2   | Tommy Taylor       | Manchester United    | 8   |
| 3   | Alfredo di Stéfano | Real Madrid          | 7   |
| 4   | Alfred Preißler    | Borussia Dortmund    | 6   |
| 5   | José Luis Arteche  | Athletic Bilbao      | 5   |
| 5   | Jacques Foix       | Nice                 | 5   |
| 5   | Bora Kostić        | Røde Stjerne Beograd | 5   |
| 8   | Jacky Faivre       | Nice                 | 4   |
| 8   | Ivan Petkov Kolev  | CDNA Sofia           | 4   |
| 10  | Marc Boreux        | Spora Luxembourg     | 3   |
| 10  | Ernst Happel       | Rapid Wien           | 3   |
| 10  | Joseíto            | Real Madrid          | 3   |
| 10  | Alfred Kelbassa    | Borussia Dortmund    | 3   |
| 10  | Enrique Mateos     | Real Madrid          | 3   |
| 10  | Armando Merodio    | Athletic Bilbao      | 3   |
| 10  | Billy Whelan       | Manchester United    | 3   |